# کورلسکویه
کورلسکویه (به لاتین: Korelskoye) یک منطقهٔ مسکونی در روسیه است که در استان آرخانگلسک واقع شده‌است.